# Рудна-Гвизданув
Рудна-Гвизданув  (пол. Rudna Gwizdanów) — пассажирская и грузовая железнодорожная станция в деревне Гвизданув в гмине Рудна, в Нижнесилезском воеводстве Польши. Имеет 2 платформы и 3 пути.
Станция построена в январе 1871 года вместе с железнодорожной линией Легница — Рудна-Гвизданув. В октябре этого года построили участок Рудна-Гвизданув — Червеньск, а затем в 1876 году построили линию Вроцлав-Мухобур — Рудна-Гвизданув. Кроме того, здесь начинается грузовая линия, которая ведёт в металлургический завод «Гута меди Цедыня». 
Очередная линия Рудна-Гвизданув — Польковице построена в 1900 году, была демонтирована в 1973—1974 годах.
Нынешнее название станции с 1947 года.